# Hamit Tarhan Abdülhak
Hamit Tarhan Abdülhak, turški pesnik in dramatik, * 2. februar 1852, Carigrad, † 12. april 1937, Carigrad. 
Bil je diplomat v različnih državah. Pripadal je literarno-političnem gibanju Preobrazba (Tanzimat), združeval je tradicionalne teme, zvrsti in tehnike z evropskim literarnim izročilom od W. Shakespearja do francoskega razsvetljenstva, zlasti 
J. Racina. Pisal je filozofsko, socialistično, kontemplativno romantično liriko in zgodovinske drame v verzih.

## Dela
- Grob (1876)
- Duhovi (1919)